# Лю Ці
Лю́ Ці́ (кит.: 劉啟; піньїнь: Liú Qǐ; 188-141 до н. е.) — імператор Китаю з династії Хань. Син Лю Хена. Посмертне ім'я — Імператор Цзін.
Відомою сценою дитинства Лю Ці стала гра в любо з Лю Сянєм, спадковим принцом князівства Ву, який через гнів та необережність Лю Ці був вбитий гральною дошкою.
Похований разом із дружиною у мавзолеї Янлін, що став джерелом багатьох археологічних знахідок.

## Діти
- Лю Шен (ум. 113 до н. е.). Його поховання, Лю Шен му, стало одним з шедеврів періоду Рання Хань.
- Лю Че, сьомий імператор Хань Ву-ді.